# Craspedosis triangularis
Craspedosis triangularis là một loài bướm đêm trong họ Geometridae.